# 高模翰
高模翰（韓語：고모한，？—959年），辽国渤海人。
辽太祖平渤海国，他避难到高丽国，娶高丽王王建之女，后来因罪又归降辽国。又因为杀人下狱，辽太祖耶律阿保机知道他的才能，赦免后委以重用。936年，后唐末帝李从珂派张敬达攻打太原，河东节度使石敬瑭向辽国求救。辽太宗派高模翰去救援，高模翰大败张敬达，解太原之围，因功为上将军。后晋和辽作战，高模翰为统军副使，后晋魏博节度使杜重威率军三十万相抗拒，高模翰对部下说：“军法在正不在多，以多凌少，不义必败。”第二天早上，以麾下三百人迎战，杀死晋军先锋梁汉璋，晋军大败。辽太宗加封他为侍中。应历年间，高模翰为中台省右相，至东京辽阳府。父老欢迎他说：“公起戎行，致身富贵，为乡里荣，相如、买臣辈不足过也。”

## 后代
高模翰及其家族出自渤海国高氏，世居渤海国扶余府仙州乌悊里。
- 高儒，胜州刺史
  - 高为裘，礼宾副使、知顺义军马步军都指挥使事
    - 高泽[2]
      - 高永肩，礼宾副使、银青崇禄大夫、检校右散骑常侍、兼殿中侍御史、蔚州长清军指挥使、飞骑尉
        - 高据等二子

      - 高永年
        - 高拱、高抃等四子

    - 高洵
    - 高渥，在班祗候

## 延伸阅读
[在维基数据编辑]
 《遼史·卷76》，出自脱脱《遼史》